# 譚順生
譚順生（Steve Tam Shun Sang，1969年6月26日—），香港男歌手、歌唱學校老闆兼導師。

## 簡歷

### 學歷
譚順生中學畢業於鄧鏡波學校。並於2006年至2008年用了2年時間完成菲律賓國立雷省科技大學（Nueva Ecija University of Science and Techonlogy, NEUST）工商管理哲學博士（Doctor of Philosophy in Business Administration）課程。2017年6月，他召開記者會宣傳個人專輯和澄清學歷傳聞。

### 女兒揚威《全美一叮》
2017年6月，9歲香港女童譚芷昀（Celine）參加美國才藝比賽真人秀《全美一叮》（America's Got Talent），在初賽中以演唱加拿大天后莎蓮迪安（Celine Dion）的經典電影《鐵達尼號》主題曲《My Heart Will Go On》技驚四座，使評判Simon Cowell、Heidi Klum與Mel B也為Celine站起來鼓掌。片段中Celine跟評判說話時表現相當淡定又不失童真，又介紹妹妹的名字是Dion，是因為父母非常喜歡Celine Dion，而她的夢想是成為Celine Dion般的歌手。片段上載25小時，錄得逾2,000萬次瀏覽，成為網上熱搜。
Celine亦曾於2015年國慶酒會獻唱，其母事後透露是行政長官梁振英自行在YouTube上看過Celine的片段，覺得她兩文三語很好，故「欽點」她上台以三語獻唱。 Celine表演片段傳至香港亦引起網民討論，有不少網民盛讚其歌藝，但亦有網民指Celine唱歌時「零感情」，「一味靠嗌」，又有人指她小小年紀就發明星夢，荒廢學業。
Celine的表演片段至年終有逾4,200萬次瀏覽，成為香港YouTube2017年的「最潮影片」。

### 個人專輯
2017年，譚順生發行了個人專輯《想到舊年》 

### Youtube 頻道
譚順生在2014年開設個人Youtube頻道，頻道訂閱人數目前有三十八萬多。影片初期多為其女兒Celine登台表演的片段，後期較多個人翻唱或Song React的片段。

### 歌唱學校
譚順生在2013年創立其歌唱學校Sing and You Music Centre，以女兒譚芷昀為學校的活招牌。
其歌唱學校亦設有Youtube頻道，主要上載學生的課堂演唱或登台表演的片段。
2020年，更開設網上唱歌班，招募全球學生。

### 爭議事件
譚順生被傳媒揭發曾在2013年於家燕媽媽藝術中心擔任短期兼職歌唱導師期間，將薛家燕的學生轉到自己歌唱學校上堂，課堂收費達數萬元，使其招客手法受到質疑。

## 家庭生活
譚順生已婚，妻子是謝旻珊，育有兩個女兒，長女是譚芷昀（Celine Tam），幼女是譚家欣（Dion Tam）。